# Adustina
Adustina es un municipio brasileño del estado de la Bahia. Su población estimada en 2004 era de 14 604 habitantes. Es una gran productora de frijol.

## Historia
El poblamiento de la región comenzó en 1857 con la llegada de los primeros agricultores. En 1938 es elevada a distrito como Bonfim de Coité, siendo Coité la actual ciudad de Paripiranga. Solamente en 1989, es elevada a la categoría de ciudad debido a expansión poblacional en la década del 60.